# Edmundo Prati
Edmundo Prati (Paysandú, 17 de Abril de 1889 — Montevidéu, 24 de Novembro de 1970) foi um escultor uruguaio.
Aluno da Academia de Milão, projetou um trabalho para o Parlamento de Montevidéu. Ficou famoso pelos seus monumentos de tipo heroico (Al general José Artigas, Salto, Al general San Martin,Montevideo, A los fundadores de la Patria.
Prati fundou a revista artística David e em 1937, recebeu o Grande Prémio de Escultura no I Salão Anual de Belas Artes, realizado em Montevidéu.